# Pyloetis mimosae
Pyloetis mimosae är en fjärilsart som beskrevs av Henry Tibbats Stainton 1859. Pyloetis mimosae ingår i släktet Pyloetis och familjen äkta malar. Inga underarter finns listade.